# Xã Warren, Quận Clark, Nam Dakota
Xã Warren (tiếng Anh: Warren Township) là một xã thuộc quận Clark, tiểu bang Nam Dakota, Hoa Kỳ. Năm 2010, dân số của xã này là 38 người.